# Stars (álbum de Cher)
Stars (Estrellas) es el 12º álbum de estudio de la cantante estadounidense Cher, lanzado en 1975 por Warner Bros. Records. El álbum fue uno de una serie de fracasos comerciales de Cher en la década de 1970 y fallo en ingresar al top 100. El álbum está compuesto en su mayoría de versiones.

## Lista de canciones
| Lado A |                      |                |          |  |
| N.º    | Título               | Escritor(es)   | Duración |  |
| 1.     | «Love Enough»        | Tim Moore      | 3:05     |  |
| 2.     | «Bell Bottom Blues»  | Eric Clapton   | 4:04     |  |
| 3.     | «These Days»         | Jackson Browne | 4:07     |  |
| 4.     | «Mr. Soul»           | Neil Young     | 3:03     |  |
| 5.     | «Just This One Time» | Jimmy Webb     | 4:42     |  |

| Lado B |                                              |                                |          |  |
| N.º    | Título                                       | Escritor(es)                   | Duración |  |
| 1.     | «Geronimo's Cadillac»                        | Michael Martin Murphey, Quarta | 2:58     |  |
| 2.     | «The Bigger They Come, The Harder They Fall» | Jimmy Cliff                    | 3:17     |  |
| 3.     | «Love Hurts»                                 | Boudleaux Bryant               | 4:46     |  |
| 4.     | «Rock and Roll Doctor»                       | Lowell George, Fred Martin     | 3:05     |  |
| 5.     | «Stars»                                      | Janis Ian                      | 5:11     |  |

## Personal
- Cher - lead vocals
- Jimmy Webb - record producer, musical arranger, conducted
- John Haeny - recorded and mixed
- Gary Webb - arrangement assistance
- Bill King - photography cover
- Norman Seeff - photography back
- Jesse Ed Davis - electric guitar